# Eslovènia Positiva
Eslovènia Positiva (en eslovè Pozitivna Slovenija, PS) va ser un partit polític de centreesquerra d'Eslovènia. Tot i que va guanyar les primeres eleccions legislatives a les que es va presentar al 2011, una forta crisi interna durant la legislatura va provocar la pèrdua de tota la seva representació, provocant la seva dissolució al 2018.

## Història
L'11 d'octubre de 2011, Zoran Janković, llavors alcalde de Ljubljana, va anunciar que participaria en les eleccions parlamentàries anticipades del mateix any, després de la caiguda del govern del primer ministre Borut Pahor. Diversos diputats de l'Assemblea Nacional i l'ex-President Milan Kučan van mostrar el seu suport, anticipant una pujada meteòrica. Així, Janković va afirmar que el seu objectiu era situar Eslovènia entre els països amb més èxit del món, proposant un estat segur, social i eficient amb una taxa de creixement del PIB del 4% i un dèficit pressupostari inferior al 3%.
Finalment, a les eleccions de 2011 va sorprendre a tothom amb una aclaparadora victòria amb prop del 30% dels vots i 28 escons. Amb tot, el centredreta va acordar un govern de coalició, deixant al PS com a principal partit d'oposició fins al 2013, any en el qual es va destituir el Primer Ministre Janez Janša, sent substituït per Alenka Bratušek, que era la nova líder del partit després d'haver suspès a Janković per sospites per corrupció.
El 26 d'abril de 2014, Zoran Janković va tornar a ser votat com a president del partit amb 422 vots de 763 votants, el que provocaria una escissió al grup parlamentari: 11 diputats van formar el seu propi grup, mentre que 2 es van quedar sense afiliació, només 13 diputats van romandre al partit. El 31 de maig el grup escissionat de Bratušek va formar l'Aliança d'Alenka Bratušek com a partit separat.
Després de la crisi interna, a les següents eleccions legislatives de 2014 el partit va quedar fora de l'Assemblea Nacional, el que acabaria provocant la seva definitiva dissolució al 2018.

## Resultats electorals

### Assemblea Nacional
| Any  | Líder          | Vots    | %    | Escons  | +/– | Pos. | Govern             |
| ---- | -------------- | ------- | ---- | ------- | --- | ---- | ------------------ |
| 2011 | Zoran Janković | 314,273 | 28.5 | 28 / 90 | Nou | 1r   | Oposició (2012–13) |
| 2011 | Zoran Janković | 314,273 | 28.5 | 28 / 90 | Nou | 1r   | Coalició (2013–14) |
| 2014 | Zoran Janković | 25,975  | 2.97 | 0 / 90  | 28  | 9è   | Extraparlamentari  |

### Presidencials
| Any  | Candidat    | 1a volta | 1a volta    | 2a volta | 2a volta    | Resultat |
| Any  | Candidat    | Vots     | %           | Vots     | %           | Resultat |
| ---- | ----------- | -------- | ----------- | -------- | ----------- | -------- |
| 2012 | Danilo Türk | 293,429  | 35,88 / 100 | 231,971  | 32,63 / 100 | Derrota  |

### Parlament Europeu
| Any  | Vots   | %    | Escons | +/- |
| ---- | ------ | ---- | ------ | --- |
| 2014 | 26,649 | 6.63 | 0 / 8  | Nou |